# IEEE 1451
IEEE 1451 es un conjunto de estándares de interfaz de transductor inteligente desarrollado por el Comité Técnico de Tecnología de Sensor de la Sociedad de Instrumentación y Medición del Instituto de Ingenieros Eléctricos y Electrónicos (IEEE) que describe un conjunto de interfaces de comunicación abiertas, comunes e independientes de la red para conectar transductores (sensores o actuadores) ) a microprocesadores, sistemas de instrumentación y redes de control / campo. Uno de los elementos clave de estos estándares es la definición de las hojas de datos electrónicos del Transductor (TEDS) para cada transductor. El TEDS es un dispositivo de memoria conectado al transductor, que almacena la identificación del transductor, la calibración, los datos de corrección y la información relacionada con el fabricante. El objetivo de la familia de estándares IEEE 1451 es permitir el acceso de los datos del transductor a través de un conjunto común de interfaces, ya sea que los transductores estén conectados a sistemas o redes a través de medios cableados o inalámbricos.

## Transductor de hoja de datos electrónicos
Una hoja de datos electrónicos del transductor (TEDS) es un método estandarizado para almacenar la identificación, calibración, datos de corrección e información relacionada con el fabricante del transductor ( sensores o actuadores ). Los formatos TEDS se definen en el conjunto de estándares de interfaz de transductor inteligente IEEE 1451 desarrollado por el Comité Técnico de Tecnología de Sensor de la Sociedad de Instrumentación y Medición IEEE que describe un conjunto de interfaces de comunicación abiertas, comunes e independientes de la red para conectar transductores a microprocesadores, sistemas de instrumentación y redes de control / campo.
Uno de los elementos clave de los estándares IEEE 1451 es la definición de TEDS para cada transductor. El TEDS puede implementarse como un dispositivo de memoria conectado al transductor y que contiene la información que necesita un instrumento de medición o sistema de control para interactuar con un transductor. Sin embargo, TEDS puede implementarse de dos maneras. Primero, los TEDS pueden residir en la memoria integrada, típicamente una EEPROM, dentro del transductor que está conectado al instrumento de medición o al sistema de control. En segundo lugar, un TEDS virtual puede existir como un archivo de datos accesible por el instrumento de medición o el sistema de control. Un TEDS virtual extiende los TEDS estandarizados a sensores y aplicaciones heredados donde la memoria integrada puede no estar disponible.

## 1451 familia de estándares
La 1451 familia de estándares incluye:
- 1451.0@–2007 Estándar de IEEE para un Listo Transducer Interfaz para Sensores y Actuadores @– Funciones Comunes, Protocolos de Comunicación, y Transducer Hoja de Dato Electrónico (TEDS) Formatos
- 1451.1@–1999 Estándar de IEEE para un Listo Transducer Interfaz para Sensores y Actuadores @– Red Información de Procesador de Aplicación Capaz Modelo
- 1451.2-1997 Estándar de IEEE para un Listo Transducer Interfaz para Sensores y Actuadores @– Transducer a Protocolos de Comunicación del Microprocesador & TEDS Formatos
- 1451.3-2003 Estándar de IEEE para un Listo Transducer Interfaz para Sensores y Actuadores @– Comunicación Digital & TEDS Formatos para Distribuidos Multidrop Sistemas
- 1451.4-2004 Estándar de IEEE para un Listo Transducer Interfaz para Sensores y Actuadores @– Protocolos de Comunicación de Modo Mixto & TEDS Formatos
- 1451.5-2007 Estándar de IEEE para un Listo Transducer Interfaz para Sensores y Actuadores @– Protocolos de Comunicación Inalámbrica & Transducer Hoja de Dato Electrónico (TEDS) Formatos
- 1451.7-2010 Estándar de IEEE para un Listo Transducer Interfaz para Sensores y Actuadores @– Transducers a Identificación de Frecuencia Radiofónica (RFID) Protocolos de Comunicación de los Sistemas y Transducer Formatos de Hoja de Dato Electrónicos